# Westfield MainPlace
Westfield MainPlace, anteriormente conocido como MainPlace Santa Ana y algunas veces coloquialmente como Main Place Mall, es un centro comercial de tres pisos de 1,100,000 sq ft (102,000 m²). El centro comercial está localizado en el extremo norte de Santa Ana, California. El centro comercial regional se compone de 190 tiendas, 15 restaurantes de comida rápida y cinco restaurantes y las tiendas anclas Nordstrom, Macy's y JCPenney .

## Historia

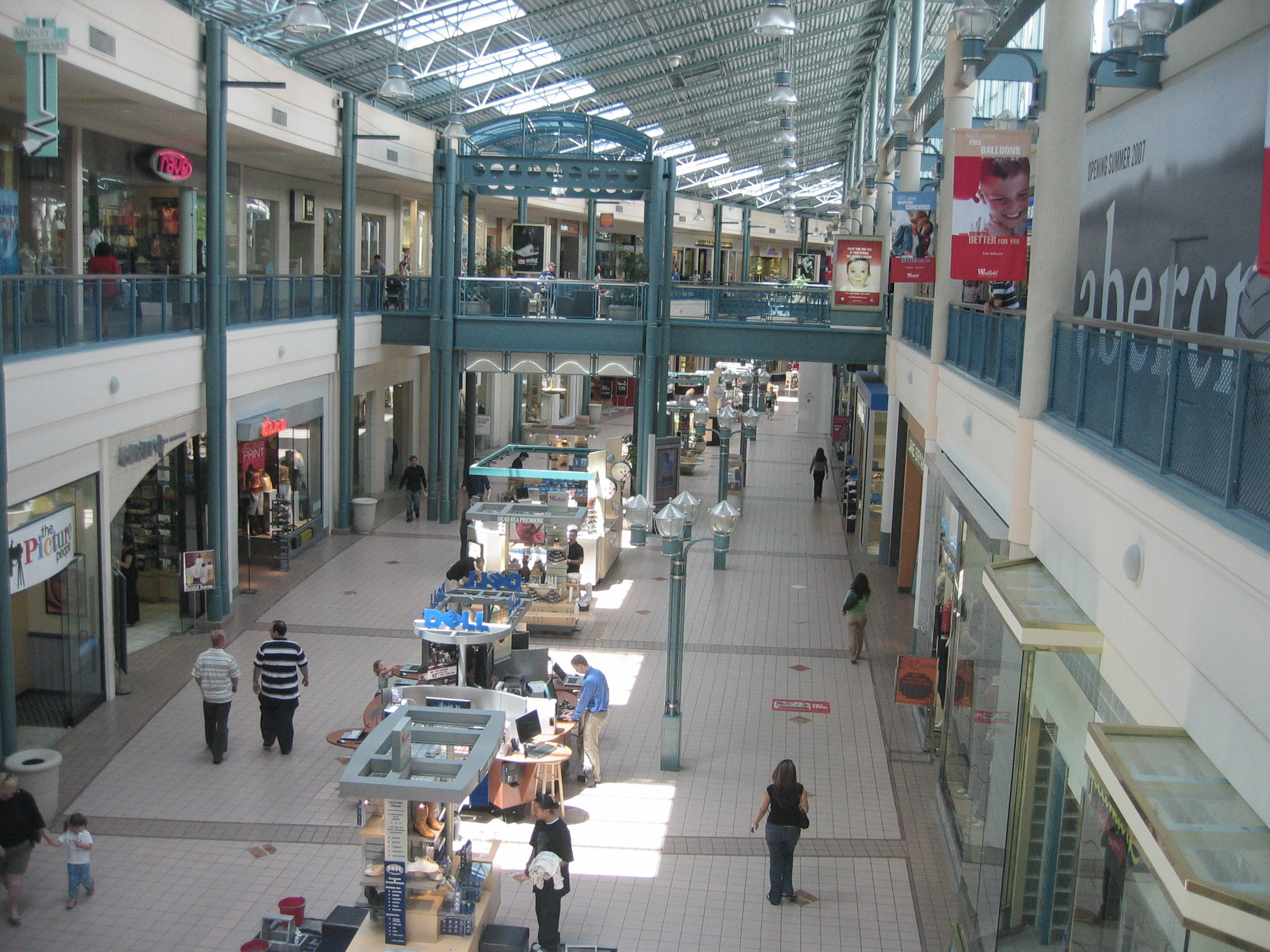
Vista interior del Westfield MainPlace.

La ubicación donde está MainPlace fue el sitio de la tienda departamental Bullock's construida 1954. En 1958 Santa Ana Fashion Square se construyó adyacente al centro comercial. La pequeña plaza, con un total de 35 tiendas, adquirió una tienda I. Magnin en 1978. En 1986 la plaza, a excepción de la tienda original Bullock's fue construida dentro del centro comercial.
En su apertura del 26 de septiembre de 1987 por el desarrollador JMB Property, el nuevo MainPlace Santa Ana, con sus nuevas tiendas anclas Nordstrom, May Company y J. W. Robinson's al igual que la existente Bullock's se convirtió en el centro comercial líder del Condado de Orange. May Company y Robinson's se fusionaron en 1993 para formar Robinsons-May y mantener ambas ubicaciones, operando una tienda de damas y la otra para caballeros. La tienda de Bullock's fue renombrada a Macy's en 1996. JMB Realty eventualmente se convirtió en Urban Shopping Centers, Inc., en la cual en el 200 fue adquirida por Rodamco North America, N.V., una firma de los Países Bajos .
En el 2002 fue adquirido por The Westfield Group de la disolución del Grupo Rodamco, y el centro comercial fue renombrado a "Westfield Shoppingtown MainPlace". En junio de 2005 se quitó la palabra "Shoppingtown" .

## Rutas del OCTA que pasan por el centro comercial
- Ruta 53
- Ruta 83
- Ruta 147
- Ruta 757

## Anclas
- JCPenney (142,500 pies cuadrados)
- Macy's (225,000 pies cuadradaos)
- Macy's Mens and Home (142,500 pies cuadrados)
- Nordstrom (150,500 pies cuadrados)

## Apariciones en películas y la TV
- La escena de persecución en el comienzo de la película de Arnold Schwarzenegger Kindergarten Cop fue filmada en MainPlace.
- Un episodio (temporada 6, episodio 6) de El Aprendiz fue filmao en MainPlace.